# Valle del Pilón
El Valle del Pilón, era la denominación de una región administrativa o alcaldía mayor del Nuevo Reino de León (actualmente estado de Nuevo León), que comprendía el territorio que actualmente conforman los municipios neoleoneses de Montemorelos, Doctor Coss, China, General Bravo y General Terán. Fue establecido por el capitán español Alonso de León, que en el año de 1701 junto con otras familias procedentes de España fundaron la Villa de San Mateo del Pilón (hoy Montemorelos). 
Su alcaldía mayor o cabecera administrativa y eclesiástica de la jurisdicción, era la Villa de San Mateo del Pilón, hoy cabecera municipal de Montemorelos. Subsecuentemente tras la independencia de la Nueva España y la anexión del Nuevo Reino de León a México, pasaría a ser el estado de Nuevo León como un estado bajo el sistema político mexicano. 
Para el año de 1825 por gestiones del primer gobernador de Nuevo León, José María Parás y Ballesteros, la antigua alcaldía mayor del Valle del Pilón pasó a convertirse en un municipio. El territorio fue dividido en los actuales municipios de Montemorelos, Doctor Coss, China, General Bravo y General Terán.  La región del Valle del Pilón ya no tiene un estatus oficial en el estado Nuevo León pero es usada frecuentemente para referirse a la antigua región histórica que conforman estos municipios.

## Museo Histórico y Casa de la Cultura Valle del Pilón
El Museo Histórico y Casa de la Cultura Valle del Pilón está ubicado en el municipio de Montemorelos, Nuevo León, en la zona conocida como Valle del Pilón que antes fuera una región citrícola. Ocupa un área de 3 hectáreas de terreno entre construcción y jardines. Fue inaugurado el 27 de mayo de 2008 por agenda del entonces gobernador del estado, José Natividad González Parás pero abrió sus puertas al público el día 28 de mayo.
Instalado en el edificio donde antes estuvo el Colegio Industrial de Montemorelos, el museo explica el por qué del nombre, la historia del municipio, sus orígenes y el desarrollo de las principales actividades económicas de la región como la citricultura usos y aprovechamiento industrial y medicinal. El museo cuenta con seis salas que cuentan la historia del lugar y dos más para exposiciones temporales. Además tiene salones disponible para talleres de danza, música y pintura. 

### Salas
- Inducción: exhibe un par de colmillos de mamut de 10 mil años de antigüedad encontrados por Don Pablo López durante un recorrido en el área de Las Adjuntas, municipio de Montemorelos.[7]
- Origen y Consolidación: narra la historia de las tribus y antepasados de Montemorelos, China, General Terán y Dr. Coss, además de utensilios y herramientas de uso cotidiano.
- Misiones: historia religiosa del Valle del Pilón.
- Insurgencia: cuenta la historia del paso de los franceses en el valle.
- Música: habla sobre la obra de artistas de Montemorelos como Belisario García y Rosendo Ocañas.
- Naranja y Valle del Pilón: están dedicadas a las actividades económicas más recientes de la región.